# Рифский язык
Рифский язык (самоназвание: tarifit / ⵜⴰⵔⵉⴼⵉⵜ, араб. تاريفيت‎, исп. Rifeño, фр. Rifain) — язык рифов, относящийся к семье берберских языков. Распространён на севере Марокко. Носителями рифского языка по всему миру являются около 4 миллионов человек. Как правило, эти люди многоязычные, владеющие также и арабским языком.
Рифский язык признан в Марокко одним из официальных языков и употребляется в государственном делопроизводстве.

## Классификация
Согласно классификации, представленной в справочнике языков мира Ethnologue, язык риф (тарифит) вместе с языком сенхаджа образуют одну из 6 подгрупп зенетской группы северноберберской ветви.
В классификации, опубликованной в работе С. А. Бурлак и С. А. Старостина «Сравнительно-историческое языкознание», указанная подгруппа в составе зенетских языков обозначена как «северномарокканская». Британский лингвист Роджер Бленч включает в состав риффского кластера языки и (или) диалекты шауйя, тидикельт, туат, гхмара, тлемсен и шелифф басин. Язык сенхаджа (сенхажа) отнесён в этой классификации к группе мзаб-уаргла.
Рифский язык включает западный, центральный и восточный диалекты.
- Марокканец-носитель рифского языка

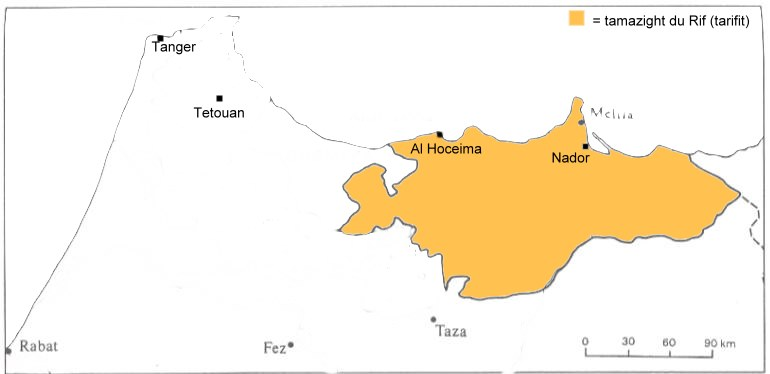
Область распространения рифского языка на севере Марокко
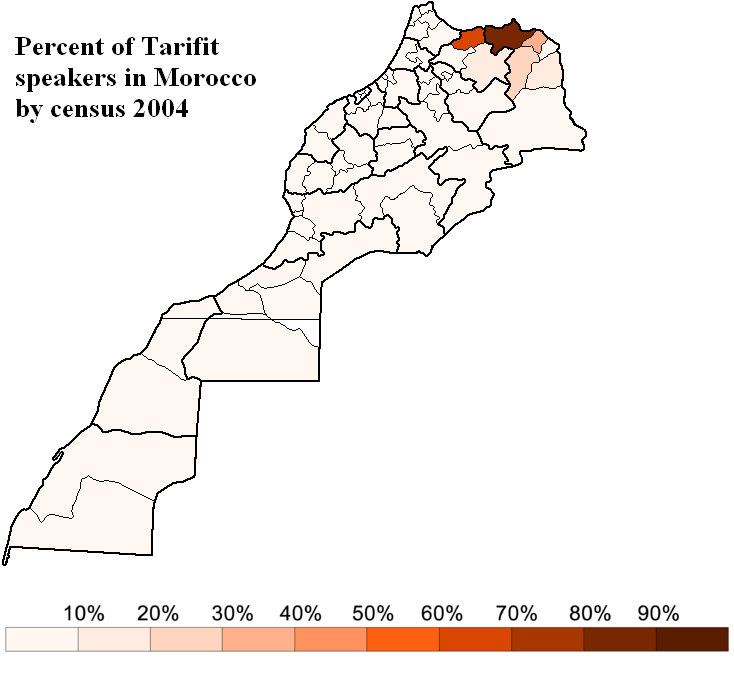
Доля говорящих на рифском языке в областях и провинциях Марокко (по данным переписи 2004 года)

## Письменность
Ранее в качестве графической основы рифского языка использовался арабский алфавит. В настоящее время более распространён латинский алфавит. В 1970-х годах предпринимались попытки адаптировать древнеливийское письмо, употребляемое в родственных туарегских языках.
| Тифинаг | Латиница | Тифинаг | Латиница | Тифинаг | Латиница | Тифинаг | Латиница |
| ------- | -------- | ------- | -------- | ------- | -------- | ------- | -------- |
| ⴰ       | a        | ⵄ       | ɛ        | ⵕ       | ṛ        | ⵣ       | z        |
| ⴱ       | b        | ⵅ       | x        | ⵖ       | ɣ        | ⵥ       | ẓ        |
| ⴳ       | g        | ⵇ       | q        | ⵙ       | s        | ⵯ       | ʷ        |
| ⴷ       | d        | ⵉ       | i        | ⵚ       | ṣ        |         |          |
| ⴹ       | ḍ        | ⵊ       | j        | ⵛ       | c        |         |          |
| ⴻ       | ə        | ⵍ       | l        | ⵜ       | t        |         |          |
| ⴼ       | f        | ⵎ       | m        | ⵞ       | č        |         |          |
| ⴽ       | k        | ⵏ       | n        | ⵟ       | ṭ        |         |          |
| ⵀ       | h        | ⵓ       | u        | ⵡ       | w        |         |          |
| ⵃ       | ḥ        | ⵔ       | r        | ⵢ       | y        |         |          |